# Kataklysm
A Kataklysm kanadai death metal együttes. 1991-ben alakultak Montréalban. Első nagylemezüket 1995-ben adták ki. Az évek során a sima death metal stílusról áttértek a melodikus death metal stílusra. Lemezeiket a német Nuclear Blast kiadó jelenteti meg. Sűrűek voltak a tagcserék a zenekarban, mely következtében zenéjükben is változások történtek. Harmadik nagylemezükön például thrash metalos elemek is megjelennek. Későbbi lemezeikre már inkább a melodikus és a klasszikus death metal ötvözése jellemző. Korábban tiszta, dühös death metalt játszottak, ám Sylvain Houde énekes kilépése után megváltozott a stílusuk.
A Kataklysm jellegzetessége lett egy sajátságos dobolási technika, amelyet a zenekar "Northern Hyperblast" névvel illet. A hetedik nagylemezüket főleg ez a dobolási stílus uralja.

## Tagok
Jelenlegi tagok
- Maurizio Iacono - ének (1998-), basszusgitár (1991-1998)
- Jean-François Dagenais - gitár (1991-)
- Stephane Barbe - basszusgitár (1998-)
- James Payne - dobok ( 2020-)

## Korábbi tagok
- Sylvain Houde
- Stephane Coté
- Martin Maurais
- Nick Miller
- Ariel Saied Martinez
- Max Duhamel
- Oli Beaudoin

## Diszkográfia

### Stúdióalbumok
- Sorcery (1995)
- Temple of Knowledge (1996)
- Victims of the Fallen World (1998)
- The Prophecy (Stigmata of this Immaculate) (2000)
- Epic: The Poetry of War (2001)
- Shadows and Dust (2002)
- Serenity in Fire (2004)
- In the Arms of Devastation (2006)
- Prevail (2008)
- Heaven's Venom (2010)
- Waiting for the End to Come (2013)
- Of Ghosts and Gods (2015)
- Meditations (2018)
- Unconquered (2020)
- Goliath (2023)